# Cebipira nitida
Cebipira nitida là một loài thực vật có hoa trong họ Đậu. Loài này được (Spruce ex Benth.) Kuntze mô tả khoa học đầu tiên năm 1891.